# 绍
绍是法国大东部大区阿登省的一个市镇，位于该省北部，属于沙勒维尔-梅济耶尔区。该市镇2009年时的人口为745人。
绍因其境内的核电站而闻名。

## 人口
绍人口变化图示
| 数据来源：INSEE |